# حادث قطار جبل الجلود 2016
حادث قطار جبل الجلود 2016 جد في 28 ديسمبر 2016 على الساعة السادسة صباحا على مستوى الطريق الوطنية رقم 1 بحي سيدي فتح الله بمدينة جبل الجلود قرب تونس العاصمة في تونس، ويتمثل في تصادم بين قطار الركاب رقم 51/6 وحافلة ركاب تابعة للشركة الجهوية للنقل بنابل.

أسفر الحادث عن وفاة خمسة أشخاص وجرح 53 شخصا، ومن بين القتلى يوجد ضابطين في الجيش الوطني التونسي وأمني من الفوج الوطني لمجابهة الإرهاب، إلى جانب امرأة ورضيع.

## التحقيق
كونت وزارة النقل التونسية لجنة تحقيق في الحادث ووعدت بتقديم نتائجها في ظرف أسبوع، وبالفعل، قدمت نتائجها في 4 يناير 2017، وقالت أن السبب المباشر هو السرعة المفرطة لسائق الحافلة وعدم انتباهه للمنبه الصوتي الصادر عن القطار، فيما كانت الأسباب المباشرة هو تأخر الشركة الوطنية للسكك الحديدية التونسية في إصلاح الأعطاب والحاجز الآلي، وعدم التنسيق مع السلط المختصة لوضع الإشارات الوقتية اللازمة، وأخيرا عدم تواجد عون سلامة يؤمن التقاطع في هذا الوقت المبكر، إذ أن عمله يبدأ في الساعة السابعة.

## النتائج
قرر وزير النقل أنيس غديرة بعد الحادث إقالة كل من الرئيسة المديرة العامة للشركة التونسية للسكك الحديدية التونسية صبيحة دربال وكل من مدير السلامة ومدير صيانة حواجز السكك الحديدية. 

قال وزير النقل في 10 يناير 2017 أن كل عائلات ضحايا الحادث سيحصلون على التعويضات اللازمة.

## انظُر أيضًا
- الشركة الوطنية للسكك الحديدية التونسية
- الشركة الجهوية للنقل بنابل